# Koshi Rajmarg
Der Koshi Rajmarg (Nepali कोशी राजमार्ग; englisch Koshi Highway) ist eine Fernstraße im Osten Nepals, die in der Provinz Koshi den Distrikt Dhankuta mit den südlich gelegenen Teraigebieten verbindet.
Die 197 km lange Überlandstraße führt von der indischen Grenze südlich von Biratnagar nach Norden. Der Koshi Rajmarg passiert Duhabi-Bhaluwa. Bei Itahari kreuzt der Mahendra Rajmarg die Fernstraße. Diese überquert anschließend die Bergketten des Vorderen Himalaya. Der Koshi Rajmarg verläuft durch Dharan. Später überquert die Fernstraße den Fluss Arun. Schließlich erreicht sie die Distrikthauptstadt Dhankuta und endet in Pakhribas. Von dort führt eine weitere Fernstraße nach Nordwesten zur Stadt Diktel.